# Maison Jean-Baptiste-Chevalier
La maison Jean-Baptiste-Chevalier présente un intérêt patrimonial pour sa valeur historique dans la ville de Québec. Elle est située au 50, rue du Marché-Champlain, près de la Place Royale dans le quartier historique du Vieux-Québec. Dans l'ensemble on avait installé un musée de 1965 à 2015. 

## Restauration
La maison Jean-Baptiste-Chevalier a fait l'objet de la première intervention dans les années 1960 et 1970, effectuée dans le cadre du projet de restauration du secteur de Place Royale. Il s’agissait d’une de plus important chantier de restauration du gouvernement du Québec.
Ce bien est classé immeuble patrimonial en 1956 par le Ministère de la Culture et des Communications. Ce classement s'applique à l'extérieur et à l'intérieur de l'immeuble patrimonial, ainsi qu'au terrain.

## Description

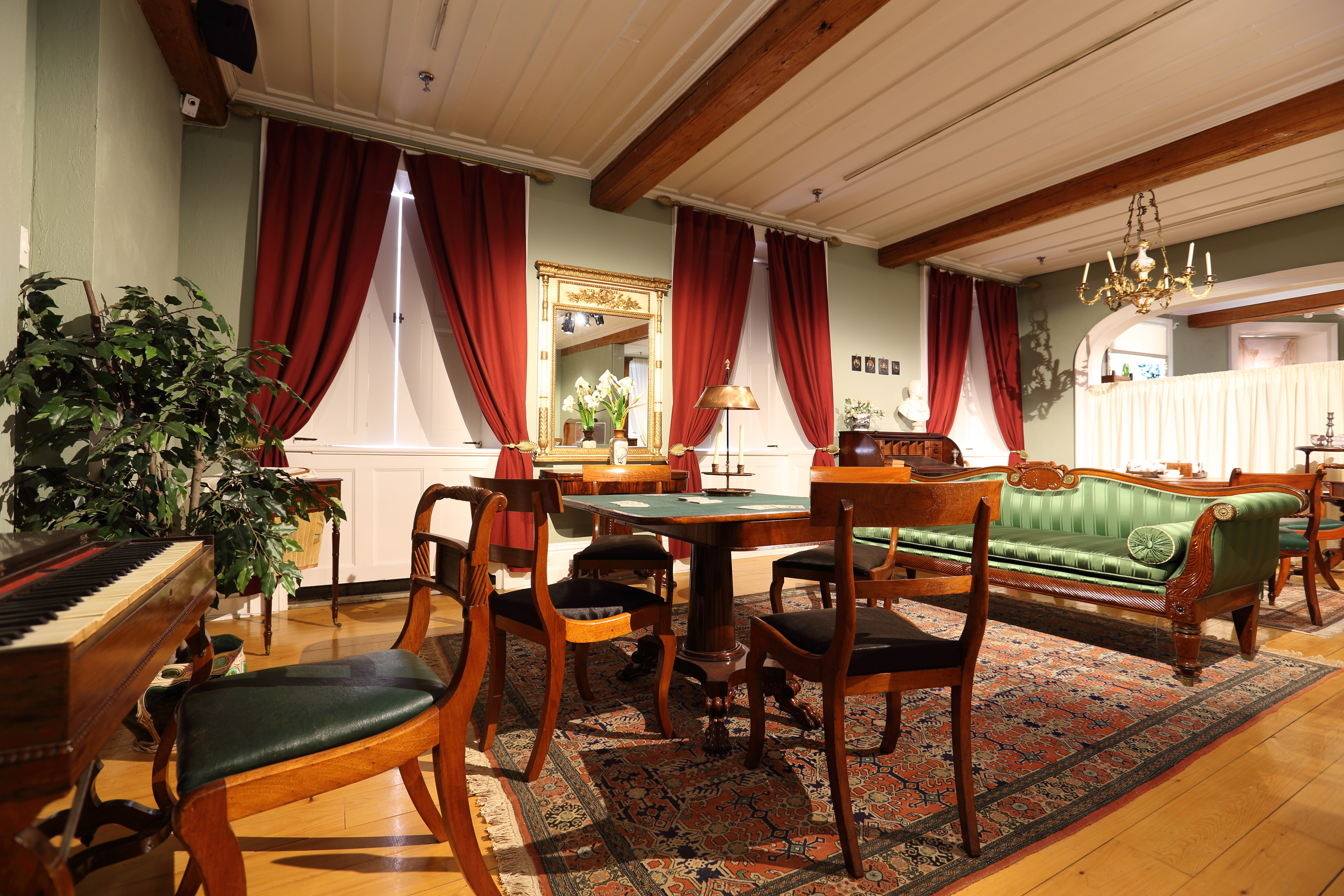
Exposition au deuxième étage du Musée historique Chevalier avant sa fermeture.

La maison Jean-Baptiste-Chevalier désigne en réalité un ensemble de trois maisons historiques distinctes : la maison Chesnay, la maison Frérot et la maison Chevalier. L'ensemble formé de quatre maisons évoque le rôle de la basse-ville de Québec comme centre des activités commerciales et portuaires de la colonie du XVIIe au XIXe siècle.
Depuis 1675, l'emplacement de cette maison a appartenu à différents propriétaires qui, en plus d'y avoir habité pour certains, l'ont utilisé à des fins commerciales et d'entreposage. Parmi eux figure Jean-Baptiste Chevalier (vers 1715-1763), marchand, négociant et armurier, qui donné son nom pour baptiser la maison.
Située à l'angle des rues du Marché-Champlain et du Cul-de-Sac, dans le quartier historique du Vieux-Québec, la maison faisait partie du complexe des Musées de la civilisation à Québec. Ce musée représentait la décoration et l’ameublement d’époque du 19e siècle jusqu’à sa fermeture en 2015. Ensuite, la maison a été acquise par le Groupe Tanguay en 2021.

## Histoire

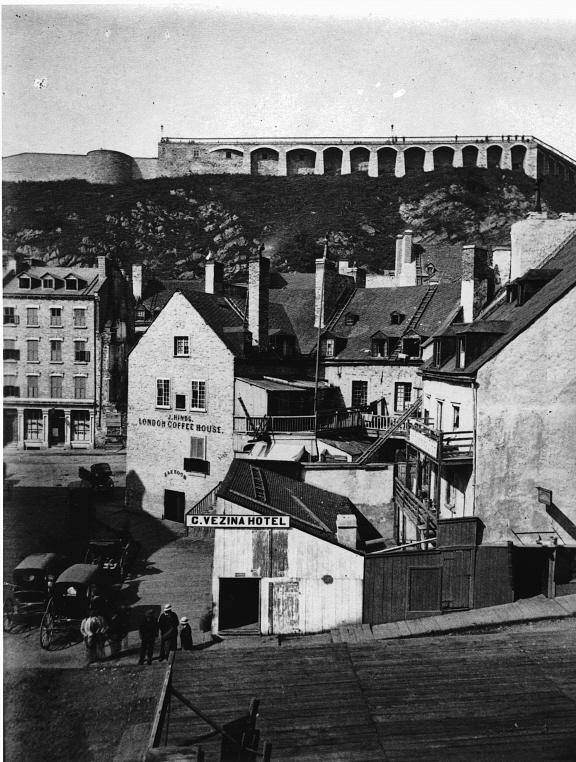
Vue de la basse-ville en direction de la Citadelle de Québec vers 1870-1875. En avant-plan la façade de la maison chevalier avec l’inscription « London Coffee House ».

Construite en 1752 par Pierre Renaud, dit Cannard, pour le marchand et aussi propriétaire de vaisseau Jean-Baptiste Chevalier, la structure existante a incorporé deux constructions antérieures datant de 1675 et 1695. La maison a été ravagée par un incendie, puis reconstruite en 1762. Elle a continué à être utilisée à des fins commerciales sous le Régime anglais.
Dès 1807, la maison fut louée par son propriétaire originaire d’Allemagne, George Pozer, à un aubergiste qui fit inscrire London Coffee House sur la façade, ainsi la maison Chevalier fut connue sous cette appellation jusqu’au début du XXe siècle.

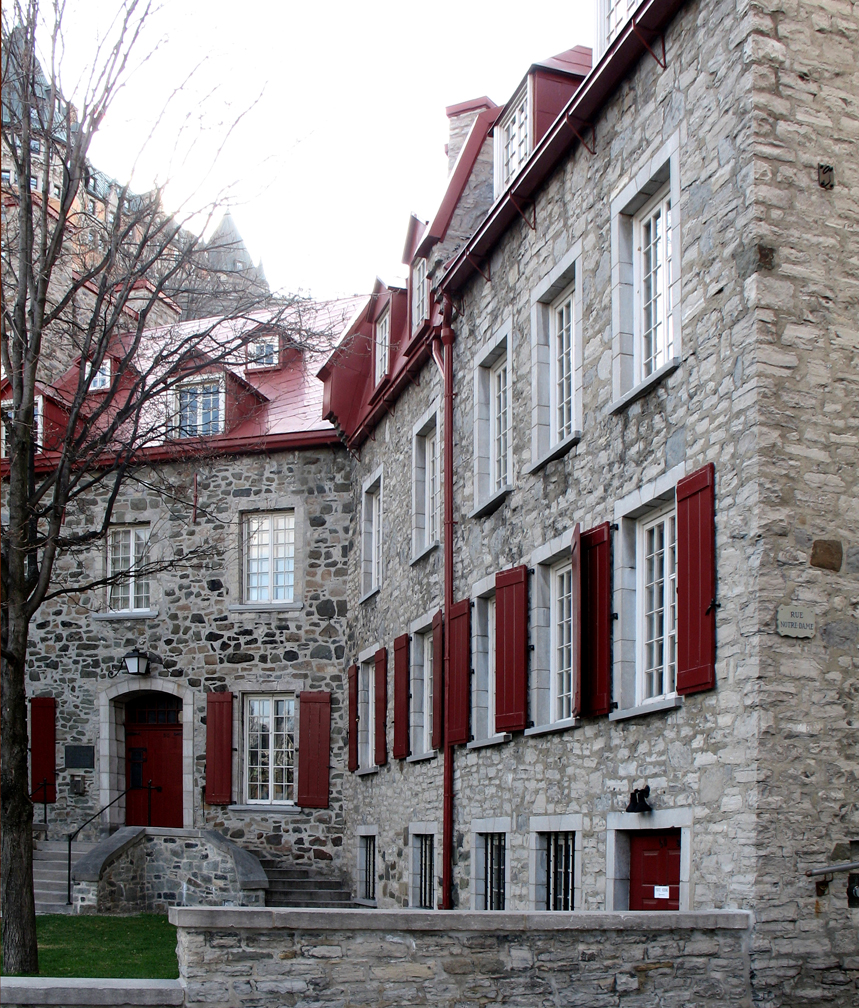
Entrée de la Maison Chevalier à l'angle de la rue du Marché-Champlain et de la rue Notre-Dame.

La Maison Chevalier jumelée à ses deux voisines a été classée monument historique, elles bénéficient en 1956 d'une restauration par la Commission des monuments historiques du gouvernement du Québec. Elles deviennent un musée en 1965. En avril 2013 la Maison Chevalier est rebaptisée Maison historique Chevalier et ferme ses portes définitivement en 2015.  
En 1982, le ministère des Affaires culturelles du Québec y organise un programme d'expositions thématiques pour la collection ethnologique. En 1984, après la formalisation de la création du Musée de la Civilisation, le Ministère des Affaires culturelles lui confie le mandat de la programmation et des expositions. En 1986, le Ministère transfère la propriété au Musée de la Civilisation.
En octobre 2021, le Groupe Tanguay fait l’acquisition de la Maison Chevalier afin d’y installer ses bureaux administratifs ainsi que ceux de la Fondation Maurice-Tanguay. La vocation publique des Voûtes de la Maison Chevalier revient depuis à une compagnie externe de les mettre en valeur avec la diffusion de différentes activités culturelles.